# Thalurania glaucopis
Thalurania glaucopis là một loài chim trong họ Trochilidae.